# Пояна (Олт)
Пояна (рум. Poiana) — село у повіті Олт в Румунії. Входить до складу комуни Радомірешть.
Село розташоване на відстані 118 км на захід від Бухареста, 44 км на південний схід від Слатіни, 73 км на схід від Крайови.

## Населення
За даними перепису населення 2002 року у селі проживали 424 особи, усі — румуни. Усі жителі села рідною мовою назвали румунську.